# 甘粛人民出版社
甘粛人民出版社（かんしゅくじんみんしゅっぱんしゃ）は1951年に設立された、中華人民共和国甘粛省蘭州市南浜河東路520号に本社を置く出版社である。ISBNコードは7-226。甘粛人民出版社は
甘粛少年児童出版社、甘粛教育出版社、甘粛科学技術出版社、甘粛人民美術出版社、敦煌文芸出版社など6つの専業出版社を持ち、主に、「読者」、「飛碟探索」、「甘粛画報」、「故事作文月刊」、「妈妈画刊」など6種類の雑誌を出版している。